# 柯克帕特里克山
柯克帕特里克山（英語：Mount Kirkpatrick）是南極洲的山峰，橫貫南極山脈最高峰，屬於亞歷山德拉皇后山脈的一部分，距離迪科森山8公里，海拔高度4,528米，該山峰在1907至1909年被英國探險隊發現。

## 外部連結
- Paper (Smith, N.D. and Pol, D. 2007) on Glacialisaurus hammeri